# Williamstown (Wirginia Zachodnia)
Williamstown – miasto w Stanach Zjednoczonych, w stanie Wirginia Zachodnia, w hrabstwie Wood.